# Sylwester Szyszko
Sylwester Szyszko est un réalisateur et scénariste polonais de cinéma né le 8 décembre 1929 à Turek et mort le 18 octobre 2015 à Varsovie.

## Biographie
Sylwester Szyszko est né le 8 décembre 1929 à Turek, en Pologne.
En 1956, il est diplômé du département de réalisation de l'école nationale de cinéma de Łódź.
En 1958-1959, il travaille pour TVP3 Łódź (pl) et dans la société de production de cinéma Czołówka (pl) en réalisant des documentaires et des films éducatifs.
Il meurt le 18 octobre 2015 à Varsovie à l'âge de 85 ans. Les funérailles ont lieu le 28 octobre 2015 et l'artiste est inhumé au cimetière de Bródno (parcelle 18F-6-2).

## Filmographie

### Cinéma

#### Réalisateur
- 1967 : Spartakiada młodzieży
- 1973 : Ciemna rzeka
- 1976 : Mgła
- 1977 : Milioner
- 1979 : Zerwane cumy
- 1981 : Czwartki ubogich
- 1987 : Koniec sezonu na lody

#### Scénariste
- 1973 : Ciemna rzeka

### Télévision

#### Réalisateur
- 1965 : Bigos (du cycle de téléfilms Dzień ostatni - dzień pierwszy)
- 1971 : Obcy w lesie
- 1974 : Złoto (du cycle de téléfilms Najważniejszy dzień życia (pl))
- 1974 : Telefon (du cycle de téléfilms Najważniejszy dzień życia (pl))
- 1974 : Strzał (du cycle de téléfilms Najważniejszy dzień życia (pl))
- 1979 : W słońcu i w deszczu
- 1984 : Pan na Żuławach

#### Scénariste
- 1971 : Obcy w lesie